# Circondario della Svizzera Sassone
Il circondario della Svizzera Sassone (in tedesco Landkreis Sächsische Schweiz) era un circondario (Kreis) della Sassonia di 138 582 abitanti, che aveva come capoluogo Pirna.
Il 1º agosto 2008 il circondario è stato unito al circondario di Weißeritz, a formare il nuovo circondario della Svizzera Sassone-Monti Metalliferi Orientali.
I circondari vicini erano (in senso orario): quello di Weißeritz, di Kamenz, di Bautzen e la città di Dresda. A sud confinava con la repubblica Ceca.
La Svizzera Sassone era anche conosciuta per il fatto che qui il Partito Nazionaldemocratico di Germania (NPD), di estrema destra, ha avuto il maggiore successo alle elezioni.

## Storia
Il circondario fu creato nel 1994, quando i due circondari di Sebnitz e Pirna furono accorpati.

## Geografia fisica
Il circondario fu chiamato così per via della Svizzera sassone, che è la regione più montana della Sassonia.
Il fiume Elba scorre attraverso i monti di arenaria dell'Elba, separando le montagne in due catene montuose: ad ovest i monti Metalliferi e ad est i monti lusaziani.
Il punto più alto del circondario è il Ölsener Höhe (644 m) a sud-ovest, mentre il punto più basso è la valle dell'Elba (-109 m), al confine con il distretto di Dresda.

## Stemma
Il significato dello stemma simboleggia la posizione geografica del circondario: le due aree verdi simboleggiano le foreste delle due catene montuose, mentre la linea bianca ondulata nel mezzo simboleggia il fiume Elba. Fu creato da Horst Torke di Pirna.

## Città e comuni
(Abitanti al 31 dicembre 2006)

### Città
1. Bad Gottleuba-Berggießhübel (5.990)
2. Bad Schandau (2.999)
3. Dohna (6.119)
4. Heidenau (16.695)
5. Hohnstein (3.671)
6. Königstein (Sächsische Schweiz) (2.822)
7. Liebstadt (1.371)
8. Neustadt in Sachsen (9.929)
9. Pirna (39.751)
10. Sebnitz (8.920)
11. Stadt Wehlen (1.724)
12. Stolpen (6.021)

### Comuni
1. Bahretal (2.376)
2. Dohma (2.103)
3. Dürrröhrsdorf-Dittersbach (4.609)
4. Gohrisch (2.210)
5. Hohwald (4.750)
6. Kirnitzschtal (2.158)
7. Lohmen (3.274)
8. Müglitztal (2.205)
9. Porschdorf (1.286)
10. Rathen (410)
11. Rathmannsdorf (1.087)
12. Reinhardtsdorf-Schöna (1.603)
13. Rosenthal-Bielatal (1.714)
14. Struppen (2.689)